# Mrs Boring
Mrs Boring är en album av Caroline af Ugglas från 1999.

## Låtlista
1. Nothing Left To Say
2. I Wanna Be Naked
3. Death Waters Life
4. Egoistic
5. It's A Skill To Be Thrilled
6. Light Up Your Life
7. Human Love
8. Honest Enough
9. Shall Love Be Harder Than It's Beautiful
10. Is It Sane
11. Mrs. Boring
12. Reality